# Indústria avícola de posta

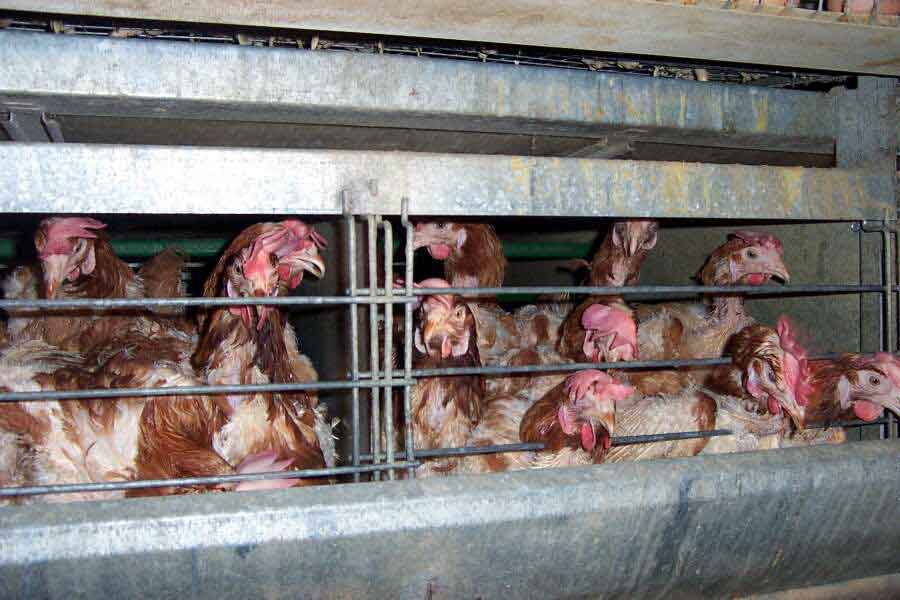
Gallines ponedores criades en gàbies.

La indústria avícola de posta consisteix en la producció d'ous per al consum humà. El sistema de producció més estès a Espanya, que representa el 82% de les aus (2018), és el mètode de cria en gàbies. A Espanya hi ha 43,5 milions de gallines ponedores, de les quals 35,8 milions viuen en gàbies, 4,1 milions al terra, 3,2 milions amb accés a l'exterior i menys de 400 mil de producció ecològica. La Unió Europea produeix aproximadament 7 milions de tones d'ous i Espanya és el tercer país que més en produeix. A Espanya hi ha 1.362 granges de producció d'ous de gallina.

## Tipus de granges
La normativa europea distingeix quatre sistemes de producció d'ous: les gallines criades en gàbies, al terra, amb accés a l'exterior i de producció ecològica. La classificació es realitza segons paràmetres com el nombre d'aus per superfície, l'accés o no a l'exterior, el trencament del bec i altres. Així mateix, aquesta normativa obliga que en totes les formes de producció hi hagi nius, abeuradores, menjadores, retalladores d'ungles, terra i perxes; i estableix uns mínims d'espai per cada mètode de cria.

## Crítiques

### Explotació animal
Les gallines ciades en gàbies tenen un espai per individu d'aproximadament un full A4 i s'agrupen diverses aus en una mateixa gàbia que s'ubica en una nau industrial amb il·luminació artificial. La incisió al bec de les aus és permesa quan són pollets i es realitza per evitar que es picotegin entre elles i que hi hagi canibalisme, a causa de l'estrès i les necessitats nutricionals.
Tots els sistemes de producció (inclòs l'ecològic) comporten dues accions que acaben amb el cicle de vida de les gallines, una d'elles és l'eliminació dels pollets mascles en els seus primers dies de vida i l'altra l'eliminació de les gallines que deixen de pondre. En ambdós casos, mantenir les aus vives implica alimentar-les i dedicar-los un espai a la granja, quan no són econòmicament rendibles, perquè no produeixen ous i no engreixen prou com altres varietats de gallines.

### Mediambient
Les explotacions avícoles de gallines criades en gàbies tenen un impacte ambiental nociu per causa de la transformació del terreny per a la producció de pinso i l'ecotoxicitat del terreny i de l'aigua. La petjada de carboni de la producció d'ous és d'entre 2 i 6 kg CO₂eq per kg i aproximadament de 3 kgCO₂eq per dotzena d'ous. Les gallines amb accés a l'aire lliure generen un 10 % més de petjada de carboni. La superfície terrestre necessària per a la producció d'ous és d'entre 4 i 7 m² per kg d'ous.